# Dithymoquinona
Ditimoquinona es un bioactivo aislado de la planta Nigella sativa. Químicamente es un dímero de timoquinona. 